# فومیتو اوئدا
فومیتو اوئدا (به ژاپنی: 上田 文人 Ueda Fumito) (زاده ۱۹ آوریل، ۱۹۷۰) یک طراح بازی‌های ویدئویی اهل ژاپن که کارگردانی و طراحی دو بازی موفق و مورد تقدیر قرار گرفته کنسول پلی‌استیشن ۲ یعنی ایکو و سایه کلوسوس و همچنین بازی آخرین نگهبان برای کنسول پلی‌استیشن ۴ را به عهده داشته است. طبق گفته‌های اوئدا، در کودکی بسیار کنجکاو بوده است و از گرفتن و نگهداری حیوانات زنده مثل ماهی و پرندگان لذت می‌برد، به غیر از این نگاه‌کردن و ساختن پویانمایی را دوست دارد.

## آثار
| نام بازی     | تاریخ انتشار | نقش                   |
| ------------ | ------------ | --------------------- |
| انمی زیرو    | ۱۹۹۷         | پویانما               |
| ایکو         | ۲۰۰۱         | کارگردان/طراح/پویانما |
| سایه کلوسوس  | ۲۰۰۵         | کارگردان/طراح         |
| آخرین نگهبان | ۲۰۱۶         | کارگردان              |